# 벤 아가탄겔루
파나이오티스 “벤” 아가탄겔루(Panayiotis "Ben" Agathangelou, 그리스어: Παναγιώτης Αγαθαγγέλου, 1971년 11월 4일~)는 키프로스계 영국인 자동차 엔지니어로, 공기역학을 전문으로 하며 현재 하스 F1 팀에서 일하고 있다.

## 경력
아가탄겔루는 사우샘프턴 대학교에서 항공우주공학을 공부한 뒤, 1994년 맥라렌 F1 팀에 합류하여 3년 동안 근무했다. 이후 1년간 티렐에서 일한 뒤 혼다로 옮겨, 혼다 RA099 테스트 카 설계에 참여했다. 그러나 이 프로젝트는 기술 디렉터 하비 포슬스웨이트의 갑작스러운 사망 등의 이유로 실제 레이스에 출전하지 못했다.
그는 1999년 베네통에 채용되었고, 2년 뒤 재규어로 옮겼다. 재규어에서 그는 2003년형 차량 R3를 설계했으며, 2005년 이 팀이 음료 회사에 매각되어 레드불 레이싱으로 바뀐 뒤 첫 레드불 차량들을 설계했다. 그러나 2007년 에이드리언 뉴이의 합류로 인한 인사 변동 이후 팀을 떠났다.
그는 2010년 새로 창단된 이스파냐 레이싱 F1 팀의 영입으로 포뮬러 원에 복귀했고, 이후 스쿠데리아 페라리로 옮겼다. 2015년 3월, 그는 새로 창단된 하스 F1 팀의 수석 공기역학가로 취임했다.

## 참고 문헌
- Brown, Allen. “Ben Agathangelou”. 《oldracingcars.com》. Allen Brown. 2012년 2월 6일에 확인함.
- Freeman, Glen, 편집. (2010년 3월 11일). “HRT: The Great Unknown”. 《Autosport》 199 (10): 14–15.
- Noble, Jonathan (2015년 3월 10일). “Haas F1 team makes further key technical personnel signings”. 《autosport.com》 (Haymarket Publications). 2015년 3월 11일에 확인함.
- Saward, Joe. “People: Ben Agathangelou”. 《grandprix.com》. Inside F1. 2010년 3월 13일에 확인함.